# Square Eugène-Thomas
Le square Eugène-Thomas, anciennement square de la mairie du 12e, est le plus petit square municipal du 12e arrondissement de Paris.

## Situation et accès

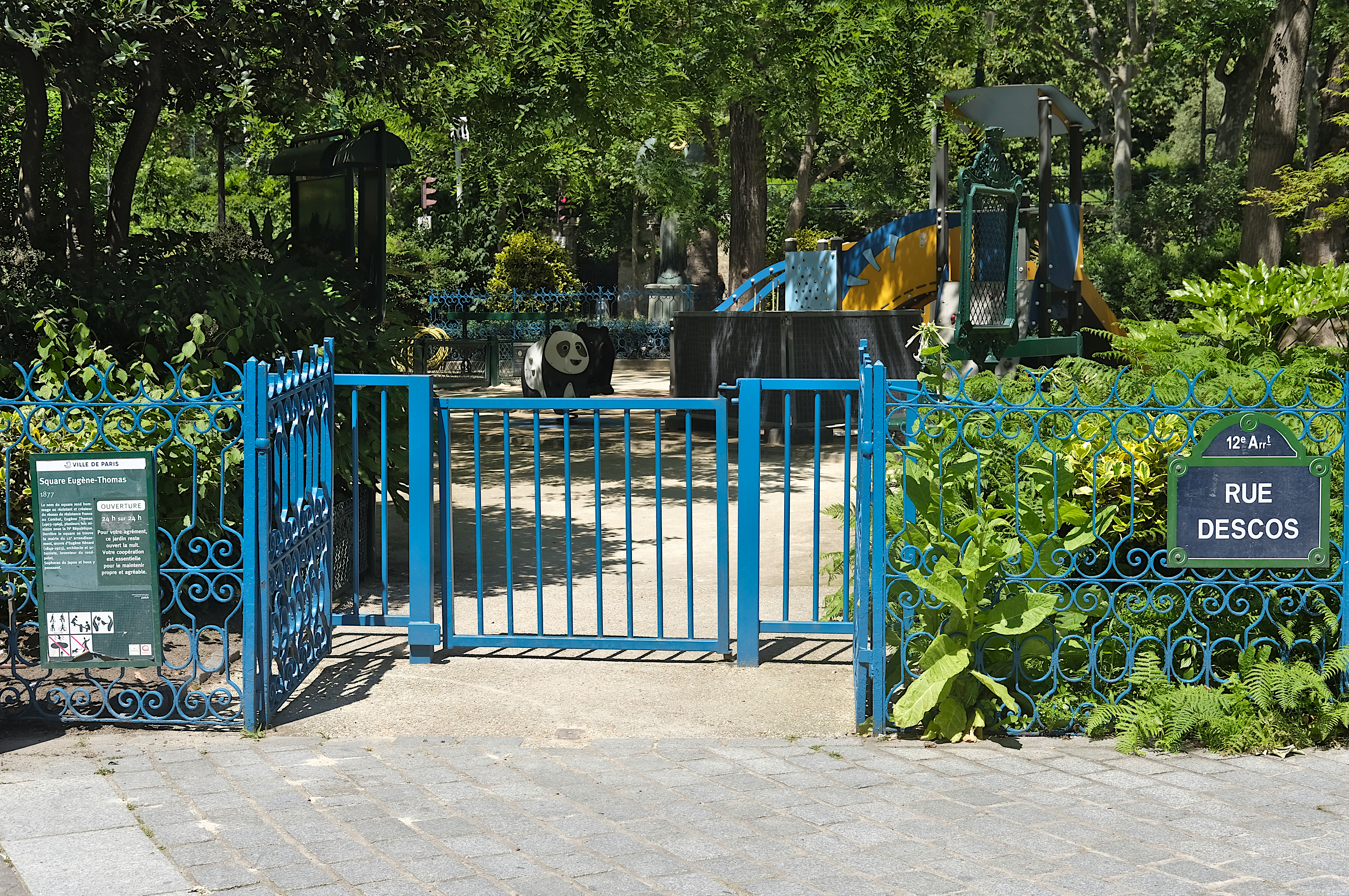
Entrée du square Eugène-Thomas rue Descos.

Il est situé au 1, rue Descos, avec des accès par l'avenue Daumesnil et la rue de Charenton.
Le square est accessible par la ligne de métro 6 à la station Dugommier.

## Origine du nom
Il rend honneur au résistant et homme politique français Eugène Thomas (1903-1969).

## Historique

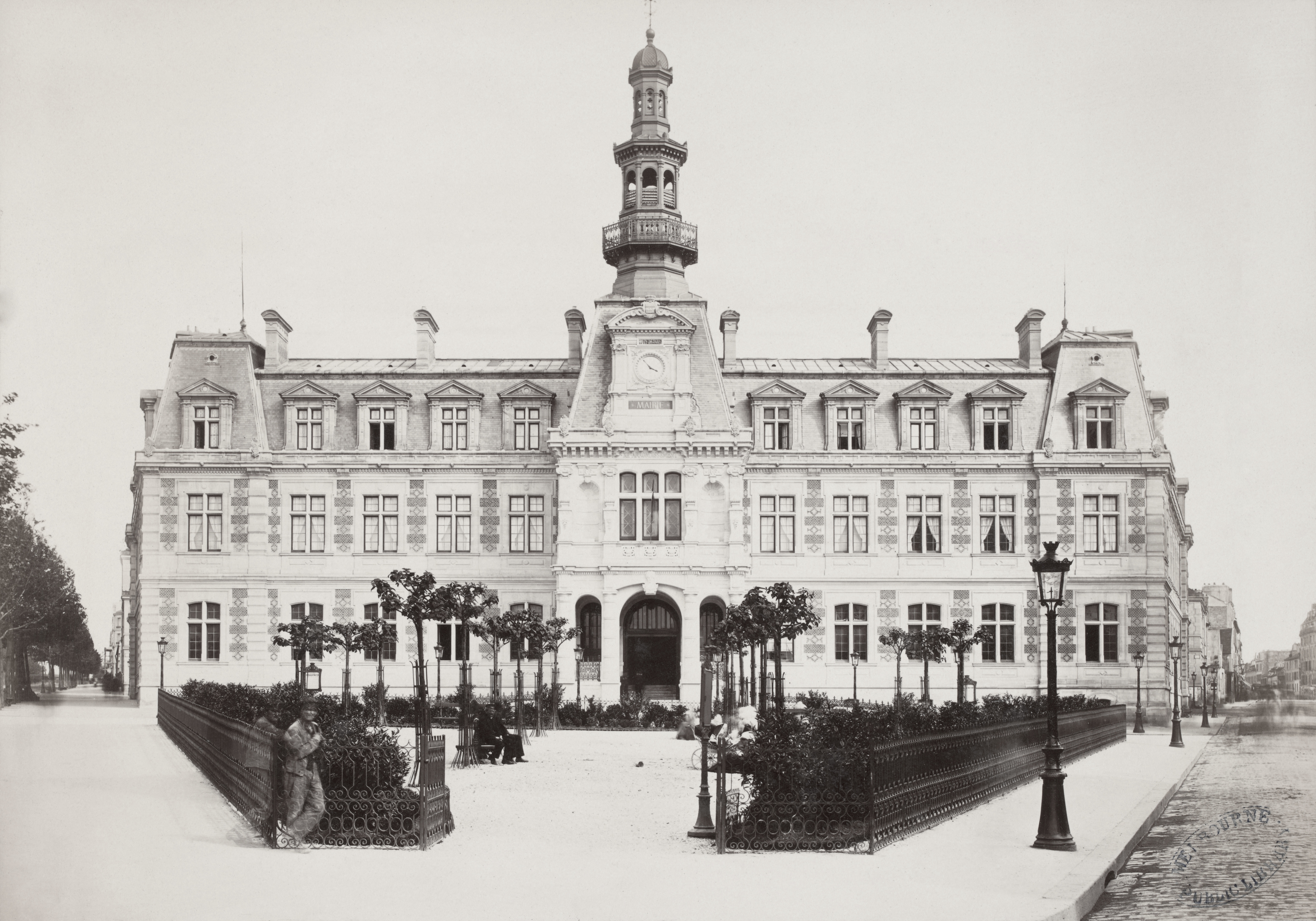
La mairie du et le square vers 1877 (photo de Charles Marville).

Le square est créé vers 1876 en même temps que la mairie du 12e arrondissement de Paris dont il constitue le prolongement du parvis. Il prend le nom de « square de la Mairie du 12e » durant plus d'un siècle avant d'être renommé « square Eugène-Thomas » au début du XXIe siècle.

## Description
Le square, de forme triangulaire, accueille un monument aux combattants de l'arrondissement morts lors des deux guerres mondiales avec la statue de la Victoire réalisée par Raphaël Hubert. Il possède une aire de jeux centrale pour les enfants ainsi qu'une fontaine Wallace en bordure.
Il est planté de sophoras du Japon et de houx.

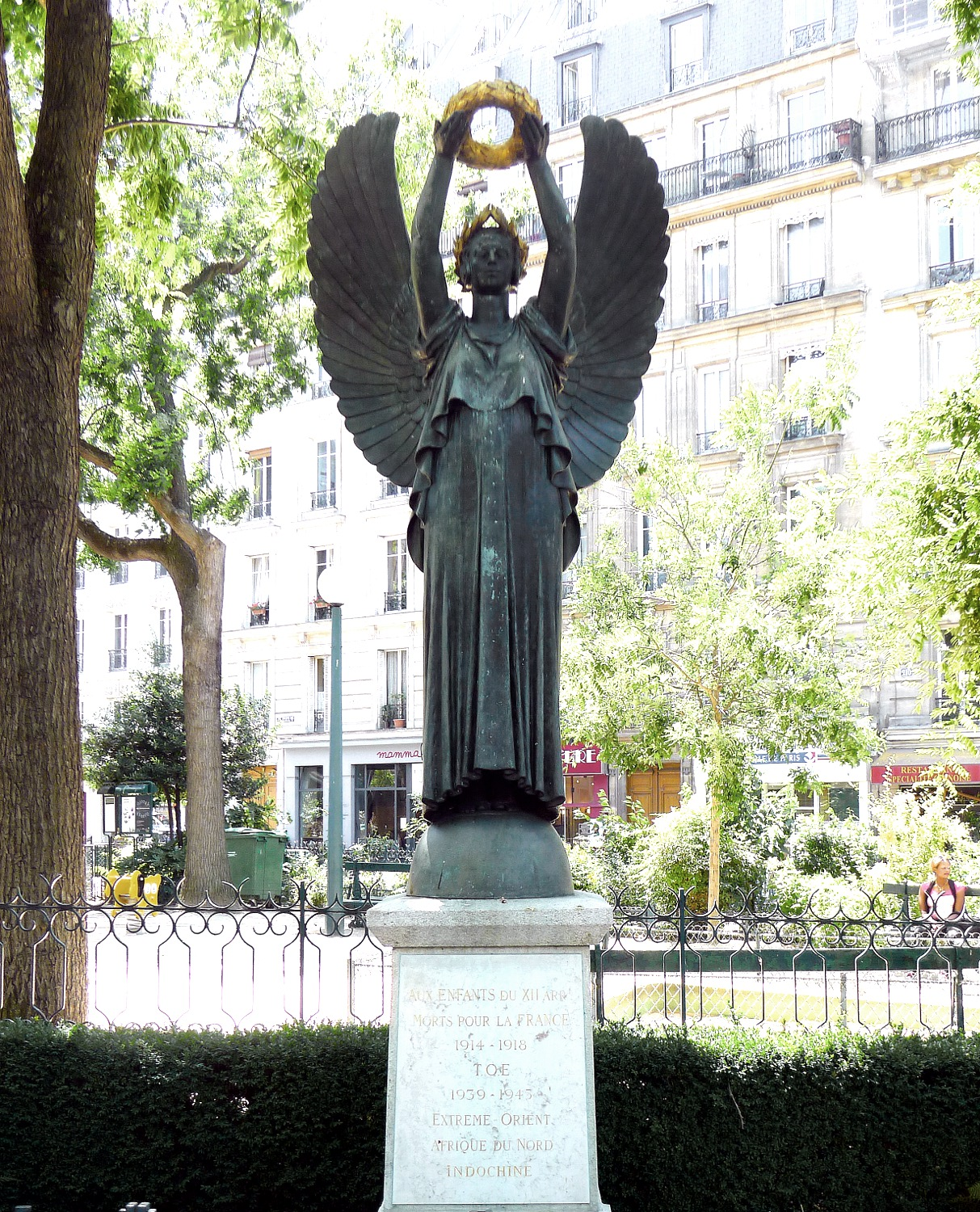
La statue de la Victoire.